# Magyarmecske
Magyarmecske é uma vila da Hungria, situada no condado de Baranya. Tem 11,95 km² de área e sua população em 2019 foi estimada em 301 habitantes.